# Boucherie du Parvis-Notre-Dame
Pour les articles homonymes, voir Boucherie (homonymie).
La boucherie du Parvis-Notre-Dame, que l'on trouve également sous le nom de grande boucherie du Parvis-Notre-Dame ou boucherie de l'île de la Cité, est la première boucherie de Paris.

## Situation
Cette tuerie était située rue Massacre-Moyenne près du parvis de Notre-Dame, ou directement sur la place du Parvis-Notre-Dame, près de l'église Saint-Pierre-aux-Bœufs.

## Historique
Cette tuerie est la plus ancienne dont fassent mention les archives de Paris. La société des maîtres-bouchers l'exploitera jusqu'en 1222, date à laquelle elle sera délaissée totalement pour la boucherie de la Porte de Paris, avec 25 étaux, située initialement en 1096 hors de Paris mais au plus près du Grand-Châtelet. Le nom de Grande Boucherie sera appliqué à cette dernière.
Après l'abandon total de cette boucherie, en 1222, la boucherie du Parvis fut donnée par Philippe Auguste à l'évêque de Paris, qui y établit les bouchers de son choix et qui y continuèrent leurs activités jusqu'au début du XVe siècle.
Durant la guerre civile entre Armagnacs et Bourguignons, un boucher du nom de Simon Caboche prit la tête de la révolte cherchant à instaurer une monarchie contrôlée. Après l'échec de la révolte, la boucherie fut rasée sur ordre du roi Charles VI et ne fut jamais reconstruite.
La présence de cette boucherie donna son nom à l'église Saint-Pierre-aux-Bœufs et la rue Saint-Pierre-aux-Bœufs.